# CE Tauri
Brandon Hernández Lara

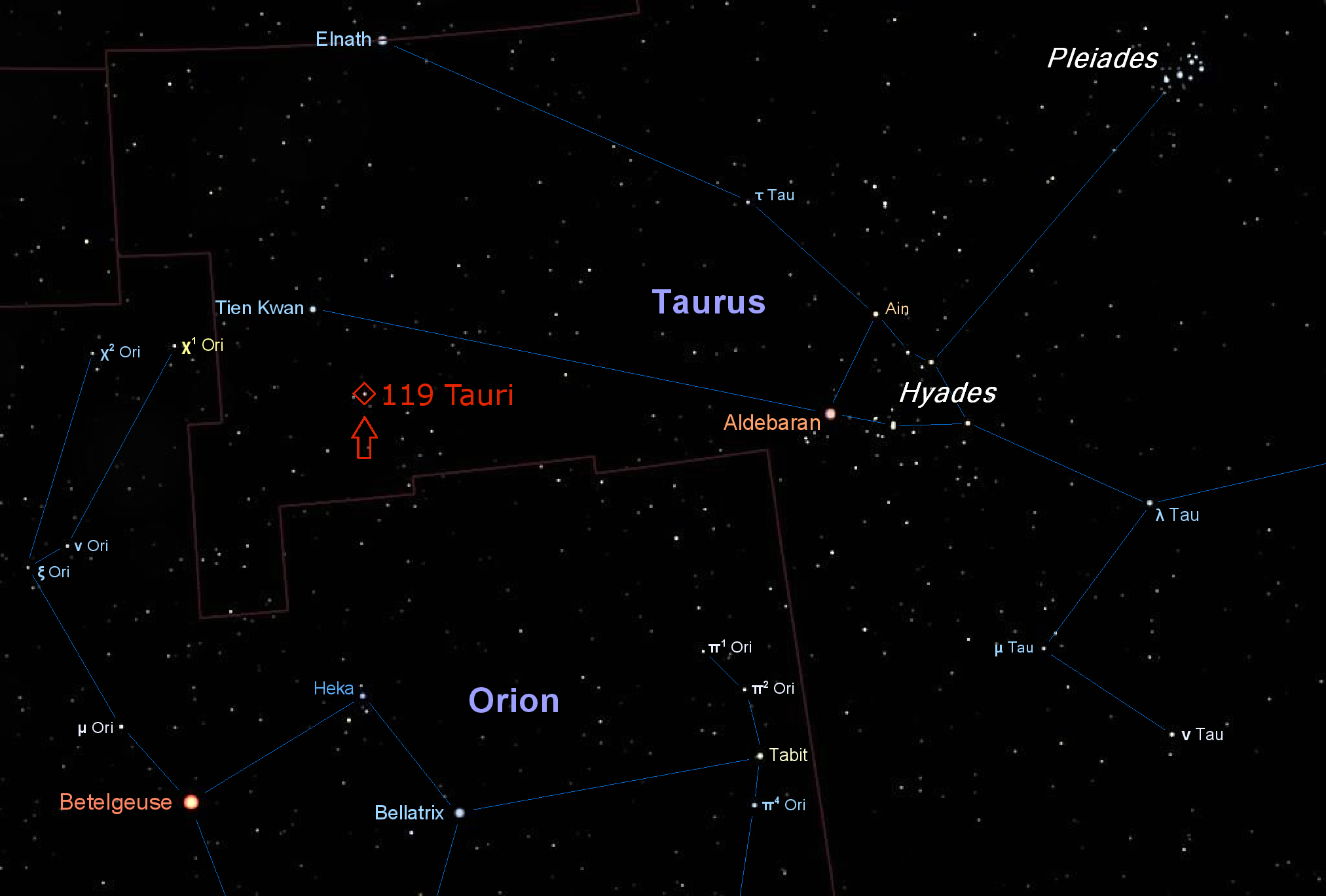
Localización de CE Tauri en la constelación de Tauro.

CE Tauri (CE Tau / 119 Tauri / HD 36389 / HR 1845) es una estrella en la constelación de Tauro, situada justo por encima de la constelación de Orión. Es una de las estrellas más grandes que se conocen, con un radio 608 veces más grande que el radio solar o, lo que es lo mismo, 2,4 UA.
CE Tauri es una fría supergigante roja de tipo espectral M2 con una luminosidad aproximada de 47.000 soles y una temperatura superficial de 3700 K. Sus características físicas son similares a otras estrellas más conocidas como Betelgeuse (α Orionis) o Antares (α Scorpii). Tiene una alta metalicidad, con un contenido en hierro un 30% superior al del Sol. Su masa, entre 12 y 15 veces mayor que la masa solar, permite concluir que acabará sus días como una brillante supernova.
Al igual que otras supergigantes rojas, CE Tauri es una estrella variable. Está clasificada como una variable semirregular con oscilaciones en su brillo desde magnitud +4,23 a +4,54 en un período de 165 días.
CE Tauri se encuentra a una incierta distancia de 1900 años luz del sistema solar, pero dado que este valor está sujeto a un alto grado de error, su distancia real puede estar comprendida entre 1300 y 3600 años luz.